# Plymouth Rock

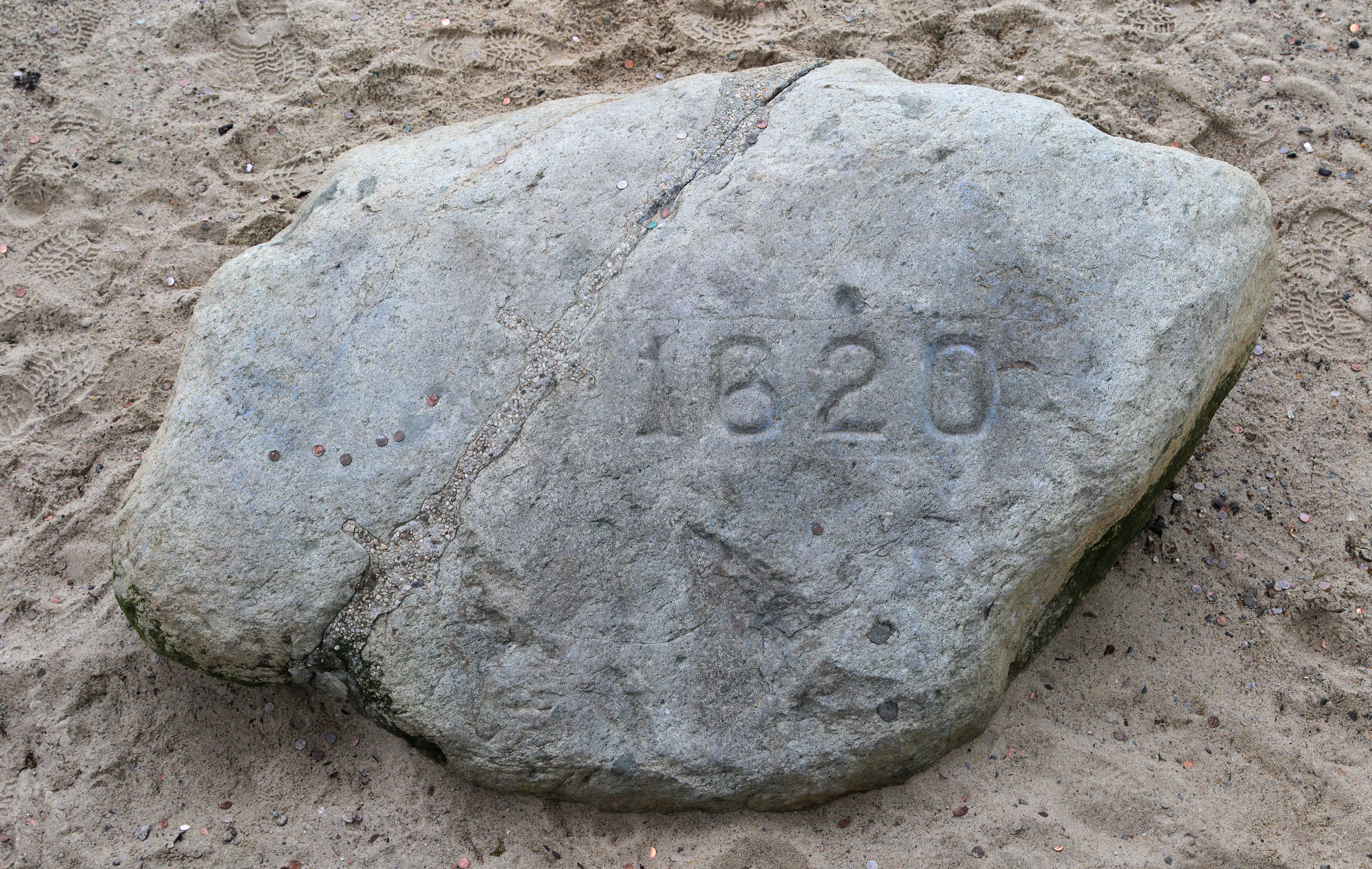
Klippan med årtalet 1620 inristat.

Plymouth Rock är den traditionella landstigningsplatsen för William Bradford och Mayflower, då pilgrimerna bildade Plymouthkolonin 1620. Den anses vara en viktig symbol för amerikansk historia. Det finns dock inga dåtida källor till att de landsteg just vid en klippa i detta område, och det nämns heller inte i Edward Winslows Mourt's Relation (1620–1621) eller William Bradfords Of Plymouth Plantation (1620–1647). Den första skrivna källan kom 121 år efter landstigningen.